# 中正商圈
中正商圈，位於臺灣臺南市中西區（中區與西區合併前屬西區）內，是台南市歷史最悠久的商業區，以生活精品、戲院、服飾與美食小吃等聞名，與運河星鑽特區僅一水之隔。區域內商家應有盡有，於海安路地下街工程動工前此區域為臺南市區內人潮所在地，昔日亦有「不夜城」之稱，但由於海安路地下街施工封閉長達十年，造成商圈嚴重衰退。

## 歷史

### 二次大戰前

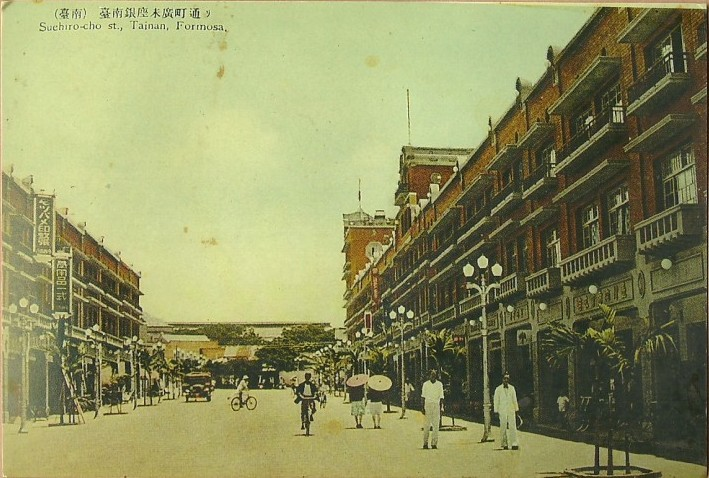
日治時代的末廣町通

該地區為清代雍正時期的五條港，是臺灣府城最重要的商業門戶。
日治時期為末廣町通，即今日的中正路，大略涵蓋田町、西門町、末廣町等地，町內有西市場、戲院、淺草商場等設施，而西市場更是當時是南臺灣最大的市場。隨著市區改正與臺南運河等建設，成為當時臺南驛到臺南運河之間的重要軸線。1927年末廣町一代決定興建連續的商店住宅，是臺南市第一條經過整體規劃設計的市街，而商業中心也逐漸由清代五條港地區轉移至末廣町。1932年12月5日位於二丁目的林百貨開幕，末廣町成為當時臺南市最繁榮的商業區，因此有「銀座」之名。

### 二次大戰後至今
1945年後，許多外地人到該地購買生活用品，商業更為活絡，舉凡布料、服飾、皮鞋、珠寶等都買得到，而中正路西端為昔運河盲段，漁船可駛入，在漁市場靠岸卸貨拍賣。1963年位於運河盲段旁的合作大樓落成，是當時臺南首屈一指的複合性商業大樓，不但是全城最高的建築地標，也是受歡迎的庶民娛樂場所及客運總站，將中正路的商業發展帶到極點。隨後運河盲段填平，1983年中國城落成，有地下街美食廣場、商店街、戲院、冰宮等設施，全盛期為80年代至90年代初期。
1993年海安路地下街動工，因工程延宕與施工時封路，阻斷了中正路人潮，導致中國城與中正商圈逐漸沒落。2002年底海安路重新通車，隨後經藝術造街、五條港文化園區再生等計畫，海安路重新復甦，成為極具特色的藝文與商業場所，相對於海安路的重生，中正路卻已不如往日榮景。2013年合作大樓已拆除，接著於2016年拆除中國城，執行「府城軸帶地景改造計畫」，原址將回歸落日大道中的一環，使安平運河及安平港結合一體。目前隨著林百貨與戎館重新開幕、海安路藝術街、河樂廣場等街道景點，打造為「台南文創大道」的一環，發展特色觀光與商業活動。

## 範圍
大致範圍北起民族路三段、南至府前路二段、東至西門路二段、西至金華路三段。
由中正路（中正銀座商圈）、海安路（海安商圈）、友愛街（國華友愛商圈）、正興街（國華正興商圈）等數個商店街形成的大型商業區域。

## 景點及設施

### 建築
- 西市場（含原臺南州青果同業組合香蕉倉庫）
- 水仙宮
- 延平商業大樓
- 沙淘宮
- 六興境保西宮
- 五條港文化園區（含西羅殿、風神廟、接官亭、金華府）

### 特色景點
- 海安街道美術館
- 河樂廣場
- 神農街

### 電影院
- 南台影城
- 今日戲院

## 過往景點
- 宮古座：日治時代戲院，後改為延平戲院，今延平商業大樓。
- 戎座：日治時代戲院，後改為赤崁戲院。今戎館。
- 世界館：日治時代戲院，後改為大全成戲院。今湯姆熊歡樂世界巧立店。
- 南都戲院：1949年開幕，1994年香港電影《賭神2》曾在此取景，於2003年拆除，現為停車場。
- 合作大樓：於2013年拆除，現為停車場。
- 年輕貴族百貨：後拆除改為台客夜市，但只維持數個月，於2014年結束營業，現為停車場。
- 臺南中國城：於2016年拆除，後改建為河樂廣場。

## 著名美食
舊沙卡里巴（今康樂市場）在1930年代即是攤販與小吃聚集地，附近著名小吃有棺材板、鱔魚意麵、鼎邊趖、泡沫紅茶、小卷米粉、米糕、沙茶爐、蝦仁肉圓等。

## 交通
大臺南公車
| 編號     | 經營業者 | 路線                                           | 站名                     |
| -------- | -------- | ---------------------------------------------- | ------------------------ |
| 0左、0右 | 府城客運 | 台南車站－台南車站（循環線行駛）               | 中國城（金華路）         |
| 1        | 府城客運 | 台南車站－茄萣／興達遠洋漁港                   | 西門友愛街口             |
| 2        | 府城客運 | 崑山科大－安平／三鯤鯓／四草                   | 西門友愛街口、郭綜合醫院 |
| 5        | 府城客運 | 桂田酒店－市立醫院／大甲里                     | 西門友愛街口             |
| 6        | 府城客運 | 仁德轉運站－新興國宅／龍崗國小                 | 保安宮、康樂街口         |
| 10       | 府城客運 | 台南車站－鹿耳門天后宮                         | 西門友愛街口             |
| 11       | 府城客運 | 大成路口－城西里                               | 西門友愛街口             |
| 14       | 府城客運 | 台南車站－億載金城                             | 中國城、中正商圈         |
| 18       | 府城客運 | 國民路／台南站－塭南里／台灣歷史博物館         | 西門友愛街口             |
| 19       | 府城客運 | 台南海事／安平原住民文化會館－大灣高中         | 西門友愛街口             |
| 77       | 四方客運 | 安平原住民文化會館－南紡購物中心               | 中正海安路口             |
| 88       | 府城客運 | 台南火車站（南站）－台南火車站（南站）         | 中正海安路口             |
| 99       | 府城客運 | 台南公園（公園路）－觀夕平台／七股鹽山         | 中正商圈                 |
| 紅幹線   | 興南客運 | 安平工業區－仁德－歸仁－關廟轉運站／龍崎       | 西門友愛街口             |
| 紅2      | 興南客運 | 台南站／台南公園（公園路）－上崙仔－關廟轉運站 | 西門友愛街口             |
| 藍23     | 興南客運 | 安平工業區－海尾－九塊厝                       | 西門友愛街口             |
| 藍24     | 興南客運 | 安平工業區－土城子－青草里                     | 西門友愛街口             |
| 綠17     | 興南客運 | 安平工業區－大灣－新化                         | 西門友愛街口             |

停車場
- 海安路地下停車場